# Diffusione della Bibbia in Giappone
La diffusione della Bibbia in Giappone è legata al fatto che il cristianesimo è una religione con una forte inclinazione verso il proselitismo. Pertanto, insieme ai rapporti commerciali instaurati tra l'Occidente e il Giappone, oltre allo scambio di tecnologia, manufatti e spezie tra i due paesi, si è diffusa anche tale religione.
La diffusione del culto di Cristo ha portato con sé la distribuzione dei libri sacri, fondamentali per il processo di conversione delle persone. Questo fenomeno ha avuto origine con i primi contatti tra portoghesi e giapponesi nel XVI secolo, ma si è interrotto durante i tre secoli in cui il Giappone, per timore di una crescente influenza straniera nel proprio paese, ha scelto di chiudere ogni interazione con l’occidente dando inizio un periodo di isolamento noto come Sakoku (1634-1854).
Tuttavia con la riapertura del paese e il conseguente periodo Meiji, i contatti culturali e religiosi sono ripresi, dando nuovo impulso alla diffusione del cristianesimo.
La traduzione dei testi sacri è iniziata come lavoro individuale e successivamente è proseguita in progetti di collaborazione tra le diverse chiese. Queste traduzioni, insieme alle successive rivisitazioni, venivano stampate in un numero elevato di copie grazie alle risorse economiche delle chiese, acquisendo al tempo stesso una nuova autorevolezza.
Ciò le ha rese le Bibbie più lette del Giappone.
La prima di queste fu la “traduzione Meiji”, successivamente rivista nella “traduzione Taisho”, per poi essere adattata in un linguaggio più vicino alla popolazione nelle cosiddette “versioni colloquiali”, come quella del 1955.
Seguì la Shin Kaiyaku e la traduzione cattolica di Federico Barbaro .
Oggi le Bibbie più utilizzate in Giappone sono “la Bibbia di traduzione interconfessionale” del 1978 e la “nuova Bibbia di traduzione interconfessionale” del 1987  della Japan Bible Society, la quale ha avuto una revisione nel 2018.

## Missionari Gesuiti
La ricostruzione della storia della diffusione biblica in Giappone è complessa, poiché i testi giunti fino a noi consistono solo in pochi frammenti di manoscritto o versi biblici inseriti nei cosiddetti Kirishitan-ban, libri a tema cristiano spesso focalizzati sulla Passione di Cristo, su alcuni passi dei Vangeli e su diversi aspetti del catechismo.
A rendere ancora più difficoltosa questa ricostruzione furono le persecuzioni cristiane scatenate dalle autorità giapponesi, che volevano cancellare il cristianesimo, bollato come jakyō (religione malvagia).
Queste persecuzioni, avvenute nel 1587, nel 1614 e tra il 1618 e il 1632, portarono alla distruzione di tutti i testi cristiani presenti nel Paese.
Il primo libro biblico tradotto in giapponese citato dalle fonti, non fu composto in Giappone ma a Malacca nel 1548.
Francesco Saverio, uno dei principali missionari di questi anni riuscì a convertire un giapponese di nome Yajiro.
Per assisterlo nei propri studi tradusse, in una versione abbreviata, il vangelo di Matteo.
Katsuomi Shimasaki presume che Yajiro, quando fu ritornato nella propria patria, abbia portato con sé il testo rendendolo il primo testo biblico in lingua giapponese ad entrare nell’isola.
I cosiddetti “Quattro Vangeli di Fernandez” (1552), furono tradotti da Juan Fernandez, un importante personaggio tra coloro che accompagnarono Francesco Saverio in Giappone.
Esso tradusse i quattro Vangeli insieme ad altri testi come il Credo degli Apostoli, l'Ave Maria, i Dieci Comandamenti. Tuttavia, tutto il suo lavoro venne distrutto quando, nel 1563, un incendio devastò la chiesa che custodiva l'unica copia esistente..
I più antichi versi biblici in giapponese oggi conservati si trovano in un frammento di manoscritto, datato intorno al 1580, rinvenuto a Évora, su un supporto di un antico paravento.. Un numero ben maggiore di versi in giapponese provenienti dai testi evangelici è stato riscoperto nella Biblioteca Vaticana all'interno di un volume contenente 96 fogli di trascrizioni di Manoel Barreto. Inoltre diverse porzioni della Bibbia sono state ritrovate nei Kirishitan-ban "guida dei peccatori", e “Dottrina cristiana” (1592), che, oltre a dare una panoramica sul cristianesimo, contiene anche  il Padre Nostro, l'Ave Maria e i Dieci Comandamenti 
Il numero limitato di traduzioni a oggi pervenute ha fatto sì che alcuni studiosi, tra cui il dottor Niimura, abbiano messo in dubbio che i missionari usassero i libri sacri interamente tradotti in giapponese, ma si limitassero a trasporre solo alcuni versi sparsi.
Tuttavia, questa ipotesi è contestata dal fatto che le fonti confermano l’esistenza di un testo biblico in giapponese, effettivamente stampato a Kyoto nel 1613.

## Epoca della proibizione del cristianesimo
Con il divieto del cristianesimo nell’isola del Sol Levante l’unico modo che ebbero i suoi abitanti per approcciarsi ai testi sacri cristiani fu tramite la famosa traduzione cinese di Robert Morrison e William Miln, cosa non molto difficile per via della padronanza delle classi alti nipponiche dell’idioma..
Il primo che tradusse un testo biblico in giapponese in questi anni fu il missionario olandese Karl Friedrich Augustus Gützlaff (1803‐1851), già famoso per la sua attività missionaria in Cina.
Nel 1837, facendo riferimento alla traduzione cinese di Morrison, con l'aiuto di alcuni pescatori giapponesi a Macao, tradusse il Vangelo di Giovanni e le epistole di quest’ultimo in giapponese.
Il testo fu pubblicato a Singapore utilizzando il sillabario giapponese katakana.
L’unica terra giapponese dove era ammesso il commercio con gli europei erano le Isole Ryūkyū (oggi prefettura di Okinawa).
Qui soggiornò per otto anni il missionario cristiano di origini ebreo ungheresi B.J. Bettelheim, invitato dalla Ryukyu Naval Evangelistic Society.
Dato che le autorità gli impedirono di fare predicazioni si dedicò a tradurre nel dialetto colloquiale del posto i quattro Vangeli, gli Atti degli Apostoli e la Lettera ai Romani.
Quando si accorse che il dialetto parlato nelle isole Ryukyu era difficilmente capibile dai giapponesi ritradusse, questa volta nella lingua nipponica, il Vangelo di Giovanni e Luca, seguito dagli Atti degli Apostoli. Questi testi furono pubblicati a Vienna dopo la sua morte trai il 1873 e il 1874.
Le sue opere sono scritte in katakana e sono accompagnate – almeno alcune versioni – da una traduzione in cinese. L’influsso cinese compare anche nella rilegatura del testo. Gli esemplari viennesi sono stampati a pennello e con inchiostro di china. La copertina è in carta bianca, mentre la pagina del titolo è in vermiglio, con i titoli in corsivo. “Il vangelo di Luca”, a differenza degli altri, adotta come sistema di scrittura sillabico l’hiragana integrato con alcuni ideogrammi cinesi.

## Periodo Meiji
Con l’apertura del Giappone all’Occidente ad opera dell’ammiraglio Matthew Perry nel 1854, alcuni missionari si recarono subito nell’isola del Sol Levante per tradurre i testi sacri.
La prima opera pubblicata in Giappone fu quella del Vangelo di Matteo del Reverendo Jonathan Goble un missionario dei Battisti Liberi nel 1871.
Ancora oggi esistono delle copie, scritte in hiragana e stampate con matrici di legno, poi rilegate in una copertina di carta blu.
James Curtis Hepburn e S.R. Brown in una collaborazione tradussero e pubblicarono nel 1872 il vangelo di Marco, mentre nel 1873 completarono quello di Matteo e Giovanni.
Nel 1879, S.R. Brown diede indipendentemente alle stampe la propria traduzione del Nuovo Testamento in hiragana.
I primi estratti biblici tradotti interamente da un giapponese comparvero nel 1873, sparsi in una raccolta di dieci pagine di Nagata Hcisei chiamata “Foglie dall'Insegnamento Occidentale”.
Parlando della prima opera biblica tradotta interamente da un giapponese si può citare il libro del 1875 “Confutazione del Nuovo Testamento” ad opera di Tajima Zōji, il quale, mentre attacca il cristianesimo, dedicò 83 pagine alla traduzione completa del vangelo di Matteo.
Ma sia Hepburn sia Brown condividevano l’idea che era necessaria una traduzione aconfessionale. Perciò, sotto gli auspici dell'American Bible Society, fecero sì che nel 1872, a Yokohama, si riunissero quattordici missionari appartenenti a varie confessioni per intraprendere la traduzione del Nuovo Testamento in giapponese.
A tale opera contribuirono la Chiesa Riformata Olandese, quella americana, la chiesa anglicana, la chiesa scozzese, la Chiesa Presbiteriana, la Chiesa Congregazionalista e perfino la Chiesa Russa.
Fu utilizzata come testo base la Bibbia di re Giacomo e l’opera fu redatta in hiragana, integrata con i furigana per facilitarne la pronuncia.
Fu stampata in volumi separati dal 1875 al 1880.
Parallelamente alla traduzione del Nuovo Testamento nel 1878, fu formato il “Comitato permanente per la Bibbia”, avente lo scopo di tradurre con gli stessi parametri anche l’Antico Testamento. L’opera fu editata nel 1888 e venne affiancata al Nuovo Testamento con il nome “Libro completo del Testamento”, poi ribattezzato dagli studiosi “traduzione Meiji”.

## Revisioni bibliche
Anche se per una trentina di anni “la traduzione Meiji” rimase il testo standard del cristianesimo giapponese, negli anni ebbe numerose revisioni.
Le prime furono furono svolte da privati, come per esempio la traduzione del vangelo di Marco del reverendo Reverendo J. S. Amerman, gli estratti dalla genesi di Susan Ballard, la versione “colloquiale” di George Braithwaite e quella “filologica” di Sakon Yoshihiro.
Ma tali testi per mancanza di fondi non furono pubblicati se non in pochissime copie.
Sorte diversa la “Traduzione Taisho”, una tradizione del solo Nuovo testamento.
Essa fu prodotta con la collaborazione di numerose chiese protestanti (Presbiteriana, Congregazionalista, anglicana e metodista), che, nel 1911, crearono il “comitato di traduzione” composto da Charles S. Davison, Hugh J Foss, D. C. Green, Charles K. Harrington, Umenosuke Bessho, Toraichi Fujii e Kawazoe.
In questo testo, fu utilizzato come testo di riferimento il “Novum Testamentum Graece” di Eberhard Nestle e – solo per i primi capitoli – “il Nuovo Testamento Greco” di Westcott e Hort.
L’opera fu eseguita dal 1911 al 1917, venendo considerata molto accurata e scorrevole.
In essa compaiono meno caratteri cinesi, e le frasi sono costruite in modo più vicino al greco.
Naturalmente le traduzioni individuali continueranno. Di queste meritano una menzione due realizzazioni, entrambe del 1928, la prima, intitolata “Nuovo Testamento”, è un ottimo lavoro filologico di Nagai Naoji, mentre la seconda, “Bibbia per Bambini” di Uesawa Kenji, è una versione semplificata per raggiungere un pubblico più ampio.
Altri traduttori furono il Professor Doi Kochi dell'Università Imperiale di Tōhoku, Yuasa Kichiro, Dr. S.H. Wainwright, Tsukamoto Toraji, il Professore Matsumoto Takuo e il Reverendo Takayanagi Isaburo.

## Versioni colloquiali
Anche le traduzioni elencate precedentemente erano ben costruite, l'adozione del moderno sistema di scrittura giapponese a seguito della Seconda guerra mondiale, fece sì che fu sempre più necessaria una traduzione più semplice per poter essere più facilmente letta dalla maggioranza della popolazione.
Così con la cooperazione delle Società Bibliche americana e britannica si decise di stampare e tradurre la Bibbia in un linguaggio più simile al giapponese colloquiale.
Alcuni libri (i singoli Vangeli e gli Atti degli Apostoli) del Nuovo Testamento furono pubblicati già nel 1952 divisi in fascicoli, poi uniti insieme ai libri mancanti e pubblicati in versione integrale nel 1954.
Destino simile ebbe anche l’Antico Testamento che fu pubblicato prima in fascicoli nel 1953 e poi interamente nel 1955.
Esse furono le prime traduzioni integrali di tutti i testi biblici alle quali lavorarono unicamente studiosi giapponesi.
Naturalmente col progredire degli studi biblici sarebbero diffuse altre Bibbie Colloquiali.
Quella del 55 avrebbe avuto altre riedizioni (nel 1975, 1984, 2002) e sarebbe stata affiancata dalla “Shin Kaiyaku”, una nuova versione, tradotta dalla “Società per la Pubblicazione della Sacra Bibbia Giapponese”.
I membri di tale associazione, convinti che la “Bibbia colloquiale del 1955” sminuisse la natura divina di Cristo decisero di sostituirla, pubblicando “il Vangelo di Giovanni” (1963), seguito poi dal “Nuovo Testamento” nel 1965 e da “l’Antico Testamento” nel 1970. I due testi uniti, avranno una revisione nel 1978 (la 2ª edizione), una nel 2003 (la 3ª edizione) e l’ultima nel 2017

## Altre chiese

### Chiesa cattolica
I missionari cattolici furono presenti fin dal tempo dell’apertura del Giappone nel 1854.
Il reverendo Prudence Seraphin-Barthélemy Girard, sacerdote della delegazione francese, ebbe il permesso di aprire già nel 1862 una cattedrale a Yokohama.
Inizialmente i libri cristiani giapponesi prodotti dalla chiesa cattolica non furono traduzioni, ma libri con argomento dottrinale cristiano.
Sotto il patrocinio di Girard un certo Mounicou scrisse “Catechismo dei principi della sacra Dottrina” nel 1865, seguito da un insieme di storie scritte da Petitjean incentrate sulla Passione ("Catechismo elementare della sacra Dottrina" del 1873), e poi da una storia per bambini di argomento biblico tradotta nel 1879-1880 da Junji Kojim con il titolo di “la Biografia della Bibbia Antica e Nuova”.
La prima traduzione cattolica di alcuni testi biblici – il vangelo di Marco e Matteo – fu pubblicata nel 1895 a Tokyo, grazie a Takahashi Goro.
Mentre solo nel 1896 l'Arcivescovo Pierre-Marie Osouf diede alle stampe tutti i vangeli, stampati in caratteri romani e affiancati alla versione latina.
Il testo utilizzato per la traduzione fu la Vulgata di San Girolamo.
Ma tutte le  Traduzioni effettuate dai cattolici erano difficili da comprendere per il pubblico giapponese, perciò nel 1910 il belga Padre Raguet, con l'assistenza di molti studiosi giapponesi (Yoshikazu Kako, Ono Tota, Mukasa San, Jun Yamada e Nimatsu Gakusha) ritradusse il Nuovo Testamento, sempre dalla Vulgata di San Girolamo.
Questo testo ebbe un discreto successo, venendo usato come standard dai numerosi giapponesi cattolici per molti anni.
Ben presto le circostanze esterne imposero anche alla chiesa cattolica di tradurre una propria versione “colloquiale” della Bibbia.
A svolgere questo lavoro fu l’italiano Federico Barbaro.
L'edizione, basata sulla Vulgata latina, fu pubblicata nel 1953, per poi essere soggetto di una revisione ne 1957 in cui furono usate principalmente moderne edizioni critiche del testo greco insieme alla famosa “Bibbia di Gerusalemme”.  
Il testo ebbe un ulteriore revisione nel 1965, e poi nel 1980.
Anche l'Istituto Biblico Francescano, famoso per aver tradotto la Genesi nel 1958, decise di seguire le orme di Barbaro. Pubblicò in versione colloquiale il Nuovo Testamento nel 1978, e l’Antico Testamento nel 2002. I due testi saranno riuniti e revisionati in un unico volume nel 2011.

### Chiesa ortodossa
Al pari delle altre chiese, i missionari ortodossi iniziarono a predicare fin dall’apertura del Giappone.
Ma, come le controparti cattoliche, non tradussero direttamente i libri per propagandare la loro fede: oltre all’utilizzo delle versioni cinesi, scrissero delle opere di catechismo e riassuntive della Bibbia.
Di questa categoria possiamo citare “Nissho Keimon”, “Piccolo libro di preghiere”, “Breve storia dell'Antico Testamento” e “Breve storia del Nuovo Testamento”.
Il primo testo sacro cristiano tradotto dagli ortodossi fu il “Nuovo Testamento” (1895-1894) di Nikolai e Nakai Tsugumaro (1855-1943), in bungo, una forma di lingua giapponese classica caratterizzata da una grammatica e un vocabolario utilizzati principalmente dalle classi istruite e nell'ambito della letteratura.
Nonostante l’intento di tradurre tutte le opere bibliche, Nikolai e Nakai Tsugumaro lasciarono incompiuto l’Antico Testamento (a parte le traduzioni del Triodion quaresimale,del Pentecostarion, dei Servizi Festivi, del Libro dei Salmi nel 1885.).
Ma la loro traduzione del Nuovo Testamento è tutt’oggi usata dai giapponesi ortodossi, pur avendo ricevuto critiche per la sua difficoltà e complessità linguistica.

## Traduzione comune
La Chiesa Cattolica, nel Concilio Vaticano II (1962-1965), stabilì l’importanza dell’ecumenismo.
Per raggiungere questo scopo iniziò delle trattative coi protestanti per iniziare dei progetti di traduzione biblica congiunta in vari paesi, tra cui il Giappone.
Nel 1965, grazie alla collaborazione tra la “Società Biblica Giapponese” e “l'Istituto Biblico Francescano”, si raggiunse un accordo fondando il “Comitato Esecutivo per la Traduzione Comune della Bibbia” (composto in egual numero da cattolici e protestanti).
La traduzione effettiva iniziò nel 1972 riuscendo a completare il Vangelo di Luca nel 1975, poi pubblicato insieme a tutto il Nuovo Testamento nel 1978, al quale lavorarono più di 70 persone..
“La Bibbia di traduzione interconfessionale” fu criticata per il fatto di essersi concentrata più sulla leggibilità che sulla fedeltà del testo e l’uso liturgico. Un altro problema era la pronuncia dei nomi che generava confusione con altri.
Per questo motivo, dopo aver fatto le modifiche necessarie, fu ripubblicata nel 1987 con il nome di “la Nuova Bibbia di Traduzione Interconfessionale” integrata anche con l’Antico Testamento.
Per il  Nuovo Testamento fu sempre utilizzato il “Novum Testamentum Graece”, mentre per l’Antico l’edizione di riferimento fu la “Biblia Hebraica Stuttgartensia”. 
Anche se non fu riconosciuta dagli ortodossi giapponesi, essa fu considerata come Bibbia standard dalla chiesa anglicana e cattolica, fino al 2010 quando iniziò una revisione da parte della “Japan Bible Society”, completata nel 2018 con il titolo di “Japan Bible Society Interconfessional Version”. 